# Heptathlon aux championnats du monde d'athlétisme 2001
Navigation
Séville 1999 Paris 2003
Le concours de l'heptathlon des championnats du monde d'athlétisme 2001 s'est déroulé les 4 et 5 août 2001 au stade du Commonwealth d'Edmonton, au Canada. Il est remporté par la Russe Yelena Prokhorova.

## Résultats
| Rang               | Athlète              | Pays        | Total     | Notes |
| ------------------ | -------------------- | ----------- | --------- | ----- |
| Médaille d'or      | Yelena Prokhorova    | Russie      | 6 694 pts | SB    |
| Médaille d'argent  | Natallia Sazanovich  | Biélorussie | 6 539 pts | SB    |
| Médaille de bronze | Shelia Burrell       | États-Unis  | 6 472 pts | PB    |
| 4                  | Natalya Roshchupkina | Russie      | 6 294 pts |       |
| 5                  | Karin Ertl           | Allemagne   | 6 283 pts |       |
| 6                  | Austra Skujytė       | Lituanie    | 6 112 pts |       |
| 7                  | LeShundra Nathan     | États-Unis  | 6 073 pts |       |
| 8                  | Irina Belova         | Russie      | 6 061 pts |       |
| 9                  | Gertrud Bacher       | Italie      | 6 010 pts |       |
| 10                 | Tiia Hautala         | Finlande    | 6 002 pts |       |
| 11                 | Marie Collonvillé    | France      | 5 887 pts | SB    |
| 12                 | Nicole Haynes        | Canada      | 5 786 pts |       |
| 13                 | Margaret Simpson     | Ghana       | 5 748 pts |       |
| 14                 | Tia Hellebaut        | Belgique    | 5 680 pts |       |
| 15                 | G. Pramila Ganapathy | Inde        | 5 492 pts |       |
| —                  | Eunice Barber        | France      | DNF       |       |
| —                  | Svetlana Kazanina    | Kazakhstan  | DNF       |       |
| —                  | Denise Lewis         | Royaume-Uni | DNS       |       |

## Légende
Records et Performances
- AR : Record continental (area record)
- CR : Record des championnats (championship record)
- MR : Record du meeting (meet record)
- NR : Record national (national record)
- OR : Record olympique (olympic record)
- PR : Record paralympique (paralympic record)
- PB : Record personnel (personal best)
- SB : Meilleure performance personnelle de la saison (season's best)
- WL : Meilleure performance mondiale de l'année (world leader)
- WJR : Record du monde junior (world junior record)
- WR : Record du monde (world record)

Circonstances et Conditions
- DNF : N'a pas terminé (did not finish)
- DNS : N'a pas pris le départ (did not start)
- DQ : Disqualification (disqualification)
- NM : Aucun essai valable enregistré (No Mark)
- Q : Qualifié « directement » au prochain tour (ou à la prochaine compétition), lors d'une compétition majeure, grâce au classement ou à la réalisation des minima (automatic qualifier)
- q : Qualifié au prochain tour (ou à la prochaine compétition), lors d'une compétition majeure, grâce au repêchage ou à la réalisation de l'une des meilleures performances parmi celles des « non qualifiés directement » (grâce au meilleur temps ou à la meilleure distance par exemple) (secondary qualifier)